# Interdnestrcom
Interdnestrcom (IDC; russisch Интерднестрком / Interdnestrkom) ist das nach eigenen Angaben größte Telekommunikationsunternehmen in Transnistrien.
Das Unternehmen ist Kabelnetzbetreiber für Fernsehen, bietet Telefon- und Internetzugänge an und ist auch Mobilfunknetzbetreiber.

## Geschichte
Interdnestrcom wurde 1998 von Ilja Kasmaly und Victor Gușan gegründet, den Inhabern des Großunternehmens Sheriff. Interdnestrcom ist daher auch Teil des Sheriff-Konzerns. Auf Kasmaly und Guschan geht auch das ukrainische Telekommunikationsunternehmen Intertelekom zurück. Die gesamte Kundenzahl von Interdnestrcom beläuft sich auf mehrere hunderttausend in Transnistrien.
Von 2007 bis 2009 bot man Internetverbindungen unter der Marke OKNet an, inzwischen wird aber wieder ausschließlich der Name Interdnestrcom verwendet.